# 哈罗德·麦克蒙
哈罗德·麦克蒙（英語：Harold McMunn，1902年10月6日—1964年2月5日），加拿大男子冰球运动员，场上位置是前锋。他曾代表加拿大参加1924年冬季奥林匹克运动会冰球比赛，获得一枚金牌。